# Кий (певец)
Ким Кибом (роден на 23 септември 1991 г.), по-известен под псевдонима си Кий, е южно-корейски певец, актьор, моден дизайнер и телевизионен водещ.

## Биография
Роден и израснал в Тегу, Южна Корея, по-късно той отива в Сеул след успешното прослушване в S.M Entertainment. През 2008 година Кий дебютира като член на южно-корейската момчешка група Шайни, които впоследствие се превръщат в едни от най-продаваните музиканти в Корея. Кий е широко признат като певец, но той също се впуска в различни професии, особено като актьор и моден дизайнер.
|  | Тази страница частично или изцяло представлява превод на страницата Key (entertainer) в Уикипедия на английски. Оригиналният текст, както и този превод, са защитени от Лиценза „Криейтив Комънс – Признание – Споделяне на споделеното“, а за съдържание, създадено преди юни 2009 година – от Лиценза за свободна документация на ГНУ. Прегледайте историята на редакциите на оригиналната страница, както и на преводната страница, за да видите списъка на съавторите. ВАЖНО: Този шаблон се отнася единствено до авторските права върху съдържанието на статията. Добавянето му не отменя изискването да се посочват конкретни източници на твърденията, които да бъдат благонадеждни. |